# خوسيه غارسيا أورتيز
خوسيه غارسيا أورتيز (بالإسبانية: José García Ortíz)‏ هو سياسي مكسيكي، ولد في 24 مارس 1949 في غوادالاخارا في المكسيك، وتوفي في 26 يونيو 2012. حزبياً، نشط في الحزب الثوري المؤسساتي. وقد انتخب عضو مجلس النواب المكسيك.